# Boysun (district)

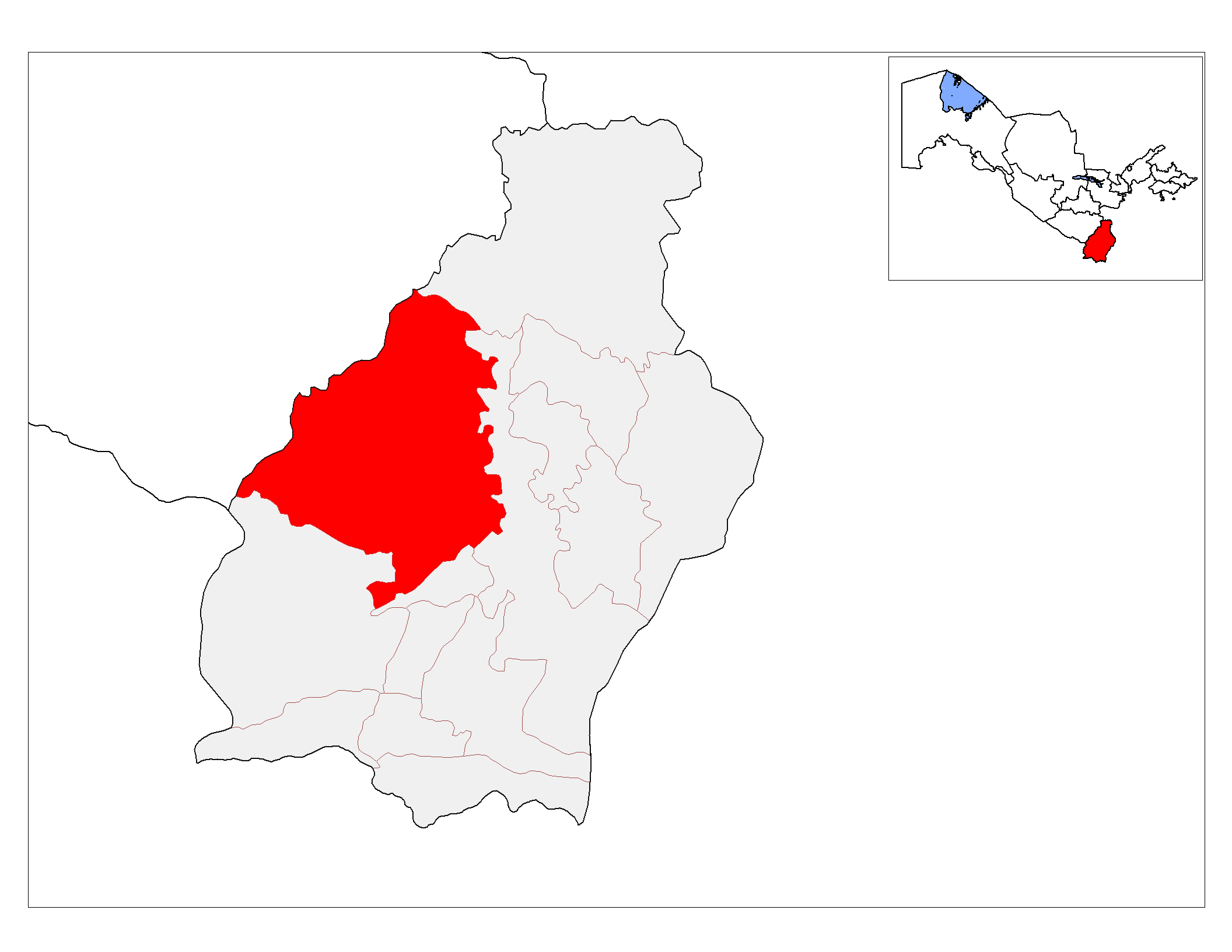

Boysun (Oezbeeks: Boysun tumani) is een district in de provincie Surxondaryo van Oezbekistan. 
Het ligt op de route van Klein-Azië tot India. Het staat bekend om het behoud van oude tradities met sporen van het sjamanisme, het zoroastrisme, het boeddhisme en de islam. 
Op de vooravond van Noroez vindt een zaairitueel plaats, waarbij voedsel geofferd wordt. Ook wordt een pop en deze wordt gedrenkt in water. Veertig dagen na een geboorte worden de boze geesten verjaagd met vuur en as. De besnijdenis van jongens wordt begeleid door geitengevechten, worstelen en paardenraces. Rituelen vinden plaats tijdens huwelijksceremonies, begrafenissen en jaarlijkse festivals. 
Het Shalola volksmuziekensemble heeft een inventarisatie gemaakt van traditionele instrumenten en kostuums en verzamelt populaire liedjes. De leden van de groep hebben legenden, epen en oude melodieën gedocumenteerd.
Sinds 2001 staat de Boysuncultuur vermeld op de Lijst van Meesterwerken van het Orale en Immateriële Erfgoed van de Mensheid van UNESCO.